# Зильс-им-Домлешг
Зильс-им-Домлешг (нем. Sils im Domleschg) — коммуна в Швейцарии, в кантоне Граубюнден. 
Входит в состав округа Хинтеррайн. Население составляет 862 человека (на 31 декабря 2006 года). Официальный код  —  3640.